# Минковский, Рудольф
Рудольф Минковский (нем. Rudolph Minkowski, при рождении — Rudolf Leo Bernhard Minkowski; 28 мая 1895, Страсбург — 4 января 1976, Беркли, Калифорния) — германо-американский астрофизик.
Член Национальной академии наук США (1959).

## Биография
Родился в Страсбурге, Германия в еврейской семье. Сын патофизиолога Оскара Минковского, племянник математика Германа Минковского. В 1913 году поступил во Вроцлавский университет, во время первой мировой войны был вынужден прервать учёбу, служил в немецкой армии. После войны продолжил обучение во Вроцлаве и Берлине, после получения докторской степени работал в университетах Гёттингена и Гамбурга. После прихода к власти нацистов эмигрировал в США, где до 1960 работал в обсерваториях Маунт-Вилсон и Паломарской обсерватории, а в 1961—1965 в Калифорнийском университете в Беркли.
Основные труды Минковского посвящены изучению газовых туманностей, новых и сверхновых звезд, а также пекулярных внегалактических объектов. В обсерватории Маунт-Вилсон организовал обзор неба с целью поиска новых планетарных туманностей, что позволило открыть около 200 новых туманностей, в том числе туманность М2-9, известную также как «Минковский 2-9». Изучил спектры, пространственное распределение и движения многих планетарных туманностей. Совместно с В. Г. В. Бааде в 1939 произвел классификацию сверхновых звёзд на 2 типа. Также вместе с Бааде исследовал радиоисточник в Крабовидной туманности и отождествил его с остатком сверхновой. В Паломарской обсерватории возглавлял программу фотографического обзора неба с 48-дюймовым телескопом Шмидта, в результате чего был создан Паломарский атлас неба, наилучший и самый полный из всех имеющихся. Выполнил отождествление многих радиоисточников с оптическими объектами. Вместе с А. Д. Уилсоном в 1951 открыл астероид № 1620 — Географос.

## Семья
В 1926 женился на Амалии Давид (1902—1978), в браке у них было двое детей — Ева и Герман.

## Публикации
- Minkowski, R. (1939): The Spectra of the Supernovae in IC 4182 and in NGC 1003., ApJ 89, 156
- Minkowski, R. (1941): Spectra of Supernovae, PASP 53, 224—225

## Награды
- Медаль Кэтрин Брюс — 1961
- Кратер Минковский на Луне назван в честь Г. Минковского и Р. Минковского.